# Wiktoria Drozd
Wiktoria Drozd (ur. 20 września 2001) – polska lekkoatletka, sprinterka.
Zawodniczka AZS UMCS Lublin (od 2015). Mistrzyni Polski seniorek 2021 w sztafecie 4×400 metrów, brązowa medalistka mistrzostw Polski seniorek 2020 w sztafecie 4×400 metrów oraz halowa wicemistrzyni Polski seniorek 2021 w sztafecie mieszanej 4×400 metrów.